# Hans Junkermann (acteur)
Pour le coureur cycliste, voir Hans Junkermann (cyclisme).
Hans Junkermann (né le 24 février 1872 à Stuttgart ; mort le 12 juin 1943  à Berlin) est un acteur allemand.

## Filmographie partielle
- 1918 - 1919 : Keimendes Leben de Georg Jacoby
- 1921 : Hamlet de Svend Gade et Heinz Schall
- 1922 : Fridericus Rex d'Arzén von Cserépy
- 1926 : Die keusche Susanne de Richard Eichberg
- 1926 : Manon Lescaut d'Arthur Robison
- 1927 : Die Geliebte de Robert Wiene
- 1928 : La Clef d'argent (Parisiskor) de Gustaf Molander
- 1930 : Olympia  de Jacques Feyder
- 1930 : Anna Christie de Jacques Feyder
- 1930 : Lui et moi de Harry Piel
- 1930 : Valse d'amour (Liebeswalzer) de Wilhelm Thiele
- 1931 : La Chauve-Souris (Die Fledermaus) de Karel Lamač
- 1937 : Yette la divine d'Erich Waschneck
- 1939 : Voiture-salon E 417 de Paul Verhoeven